# Dioctria valida
Dioctria valida là một loài ruồi trong họ Asilidae. Dioctria valida được Loew miêu tả năm 1856. Loài này phân bố ở vùng Cổ Bắc giới và châu Á.